# Castilla elastica

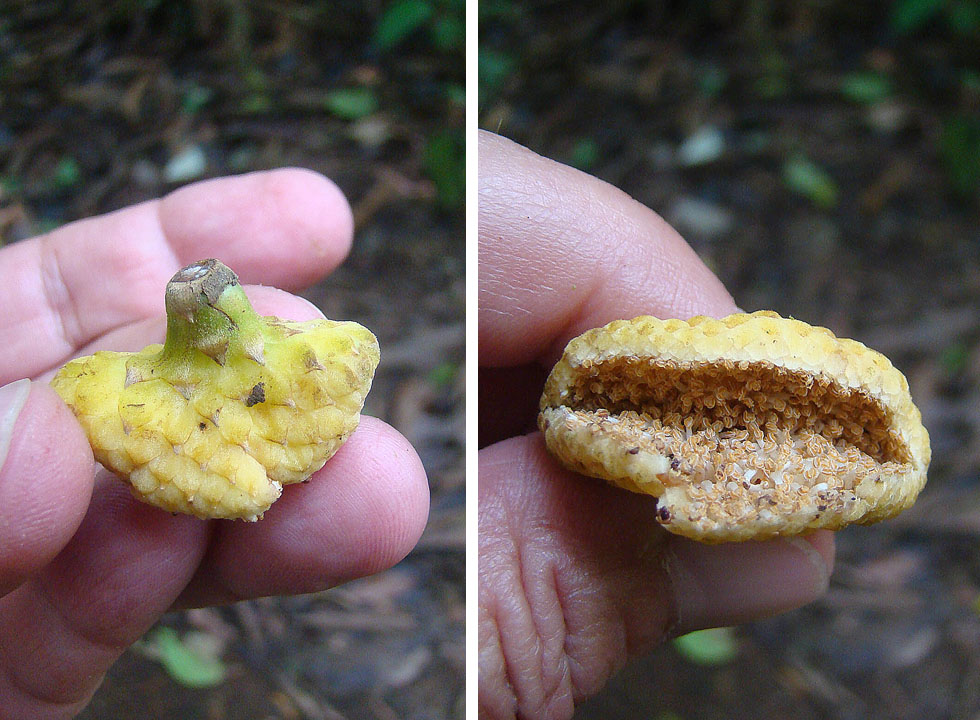
Primärer männlicher Blütenstand

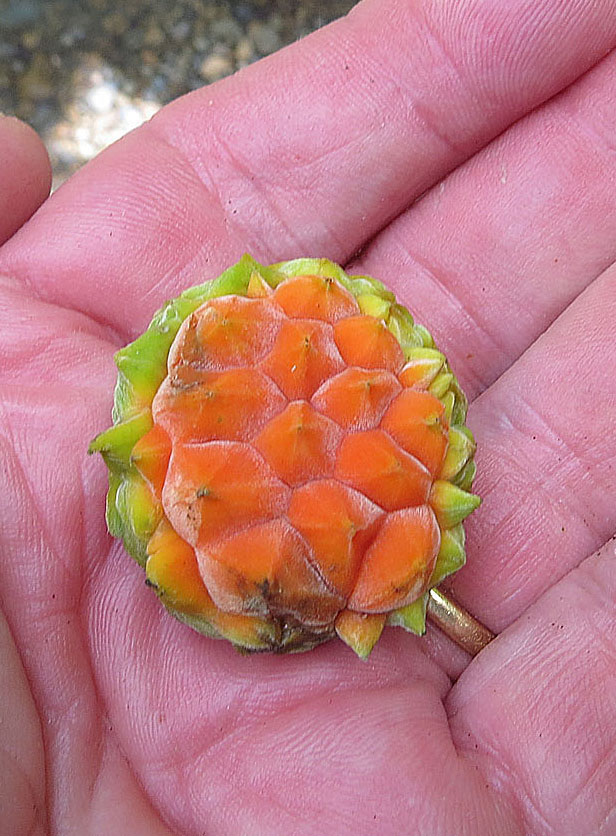
Fruchtverband; oben die orangen Einzelfrüchte; unten der grüne, fleischige Körbchenboden und Hüllkelch

Castilla elastica ist ein Baum in der Familie der Maulbeergewächse aus Mittelamerika und Mexiko bis nach Kolumbien und Ecuador. Er ist auch bekannt als Caucho, Hule, Ule, Panama rubber oder Mexican rubber.

## Beschreibung
Castilla elastica wächst als halbimmergrüner Baum bis über 30 Meter hoch. Der Stammdurchmesser erreicht bis etwa 90 Zentimeter, bei älteren Exemplaren sind Wurzelanläufe oder Brettwurzeln vorhanden. Die gräuliche bis bräunliche Borke ist relativ glatt. Der Baum führt einen weißen Milchsaft, Latex.
Die einfachen und kurz gestielten, weichen, langen und papierigen Laubblätter sind wechselständig. Sie sind bis zu 20–50 Zentimeter lang, verkehrt-eiförmig bis länglich, leicht herzförmig, bespitzt bis geschwänzt und am Rand bewimpert. Der kurze Blattstiel ist bis etwa 1–2 Zentimeter lang. Die Blätter sind oberseits rau und unterseits heller und weichhaarig. Es sind relativ große, abfallende und vollständig stängelumfassende Nebenblätter vorhanden.
Castilla elastica ist männlich oder zwittrig, als androdiözisch. Die Blüten erscheinen in dichten, eingeschlechtlichen und achselständigen Köpfchen mit einem mehrreihigen Hüllkelch und einigen Deckblättern. Die flachen, grünlichen weiblichen, fast sitzenden, erscheinen meist einzeln, die grünlich-gelblichen, fächerförmigen und eingefalteten, primären männlichen zu wenigen bis meist etwa zu viert. Es werden auch kleinere, sekundäre, meist urnen- oder becherförmige männliche Blütenstände gebildet, welche die weiblichen auf den zwittrigen Pflanzen, meist zu mehreren flankieren.
Die männlichen Blüten sind ohne Blütenhülle, es sind nur meist einzelne Staubblätter mit oft kleinen Deckblättern vorhanden. Die weiblichen, teils verwachsenen Blüten besitzen ein röhriges, einfaches und feinsamtiges Perianth mit 3–5 sehr kurzen Lappen. Der halbunterständige, einkammerige Fruchtknoten ist mit dem Perianth teils verwachsen mit einem kurzen, mehr oder weniger langen Griffel mit meist zwei(bis fünf) mehr oder weniger langen Narbenästen.
Es werden orange-grüne, bis etwa 4,5 Zentimeter große, mehrsamige Fruchtverbände gebildet. Die verwachsenen einzelnen, etwa 1,5–2 Zentimeter langen, spitzen, mehrkantigen und fleischigen Scheinfrüchte aus dem fruchtenden Perianth auf dem fleischigen Körbchenboden und Hüllkelch sind einsamig. Die ellipsoiden, 8–10 Millimeter langen Samen mit papieriger Samenschale sind beige mit kleinem Hilum.

## Verwendung
Die säuerlichen, etwas geschmacklosen Früchte sind essbar.
Ein recht guter Latex kann aus dem Baum gewonnen werden. Er wurde früher seit der frühen Präklassik Mesoamerikas benutzt und mit dem Saft von Ipomoea alba vermischt um die Qualität zu erhöhen. Ähnlich ist jener von Castilla ulei.
Das Holz ist weich, leicht und nicht beständig, es wird nur als Brennmaterial genutzt.